# Her Awakening
Her Awakening er en amerikansk stumfilm fra 1911 af D. W. Griffith.

## Medvirkende
- Mabel Normand
- Harry Hyde
- Kate Bruce
- Edwin August
- William J. Butler